# Visnuismo

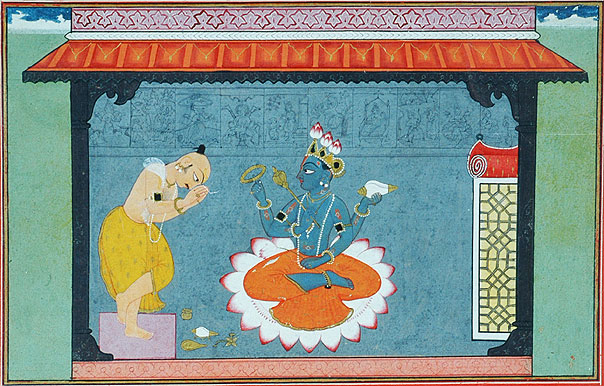
Un dipinto del XVIII secolo che raffigura Visnù e Jayadeva qui rappresentato come suo devoto (viṣṇubakta), conservato presso il Government Museum and Art Gallery di Chandigarh. Questa rappresentazione è una delle due classiche rappresentazioni di Visnù originarie dell'epoca dei Purāṇa (circa IV-VI secolo d.C.), l'altra lo rappresenta addormentato tra le spire del serpente cosmico Śeṣa ("ciò che resta" o anche Ananta, "infinito"). In questa raffigurazione Visnù siede nella "postura della meditazione" (padmāsana, lett. "postura del loto"); indossa una corona (kirīṭa mukuṭa, corona regale che lo individua come Cakravartin, Signore dei mondi) decorata con fiori di loto simbolo della purezza e della divinità solare; con le quattro braccia regge i suoi attributi: il disco o ruota (chakra) nel duplice significato di "ruota" solare o del carro celeste che trasporta la divinità solare e di "disco" inteso come arma da lancio e quindi con il significato di potere e protezione, esso ha il nome di Sudarśana (Bello da vedere); la mazza (gadā) che ha il nome di Kaumodakī, l'arma con cui Visnù uccise il demone Gada, essa simboleggia anche il potere del tempo che tutto distrugge; la conchiglia (śaṅka, la Charonia tritonis) è anch'essa un'arma in quanto soffiandoci dentro procura un suono che atterisce i demoni e li fa fuggire, il nome della śaṅka di Visnù è Pāñcajanya dal demone a cui la strappò Pāñcajana (Cinque elementi); il fiore di loto (padma) simbolo della divinità solare.

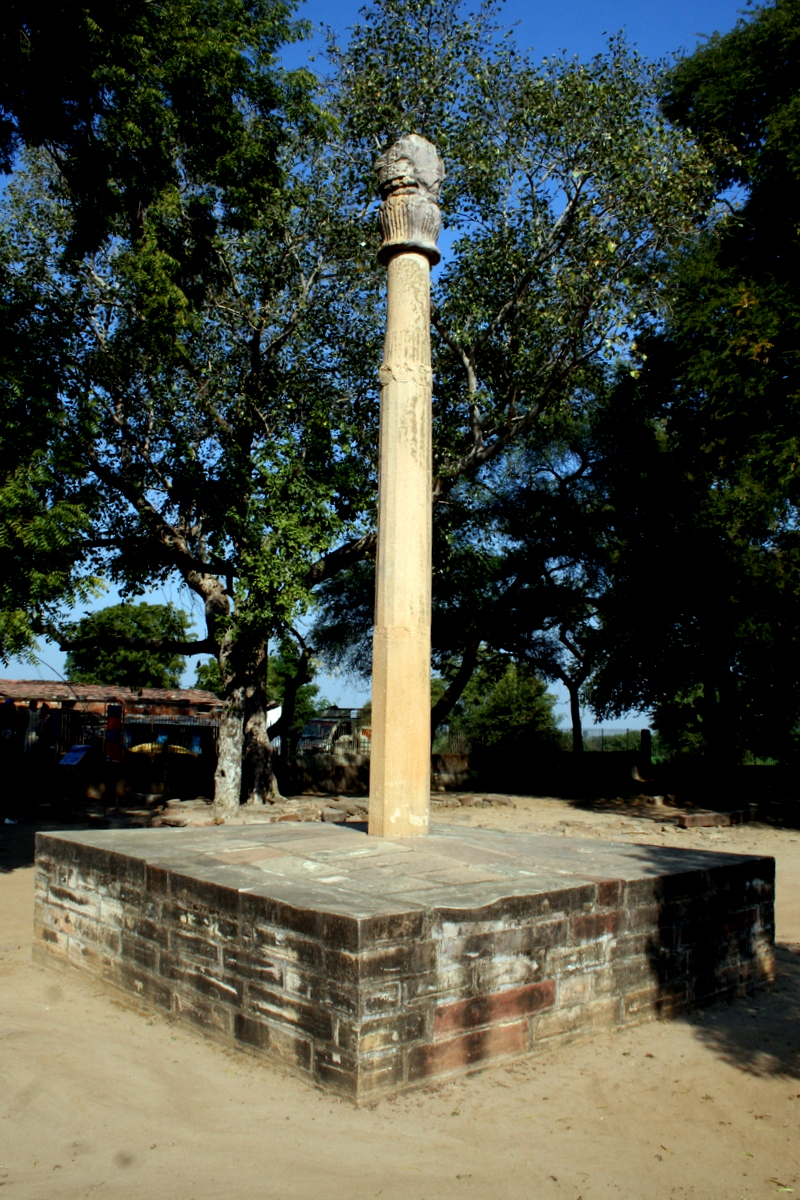
Vista della colonna di Eliodoro a Besnagar

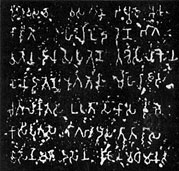
Iscrizione del pilastro

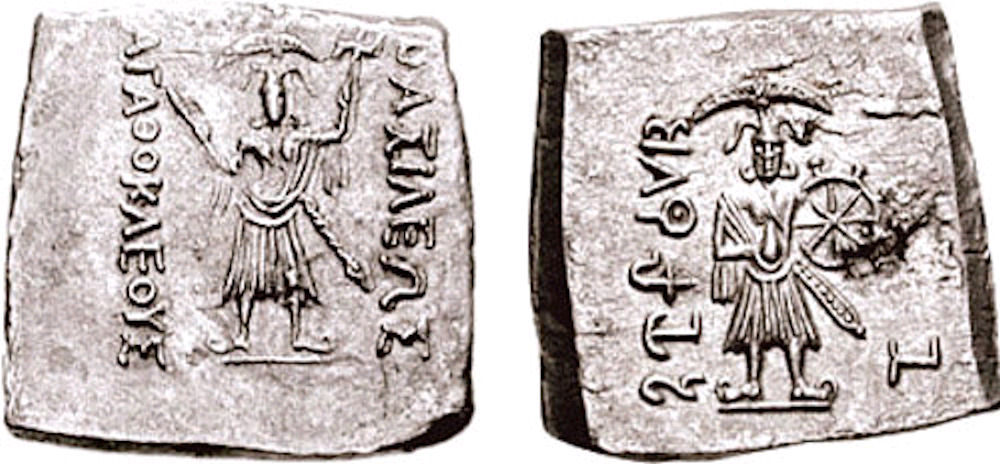
Moneta di Agatocle (Ἀγαθοκλῆς ὁ Δίκαιος), II secolo a.C., Regno greco-battriano, rappresentante Vāsudeva e Saṃkarṣaṇa.

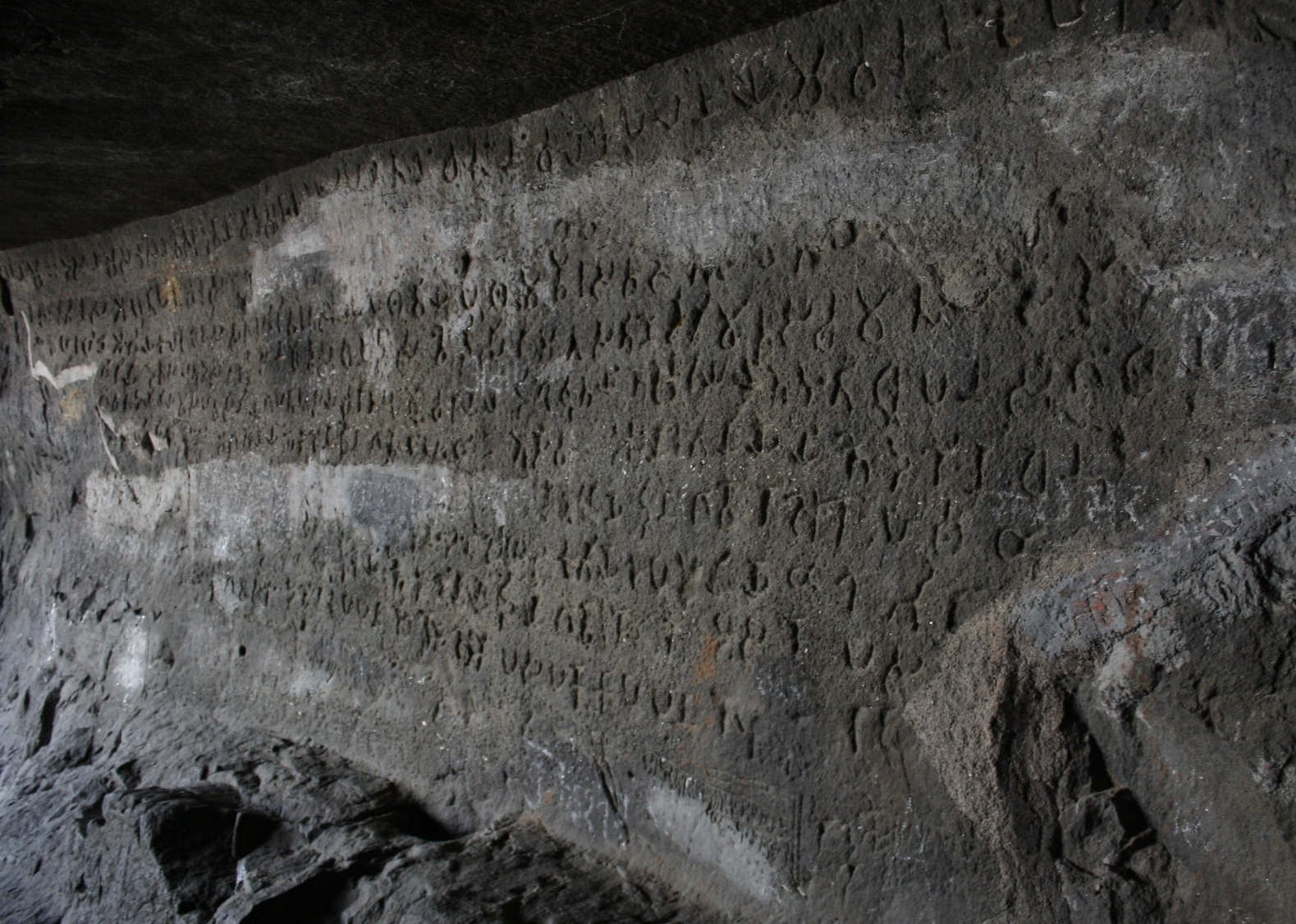
Iscrizione risalente al I secolo a.C. conservata nella grotta di Naneghat (Maharashtra occidentale) che contiene una citazione inerente alle divinità di Vāsudeva e di Saṃkarṣaṇa.

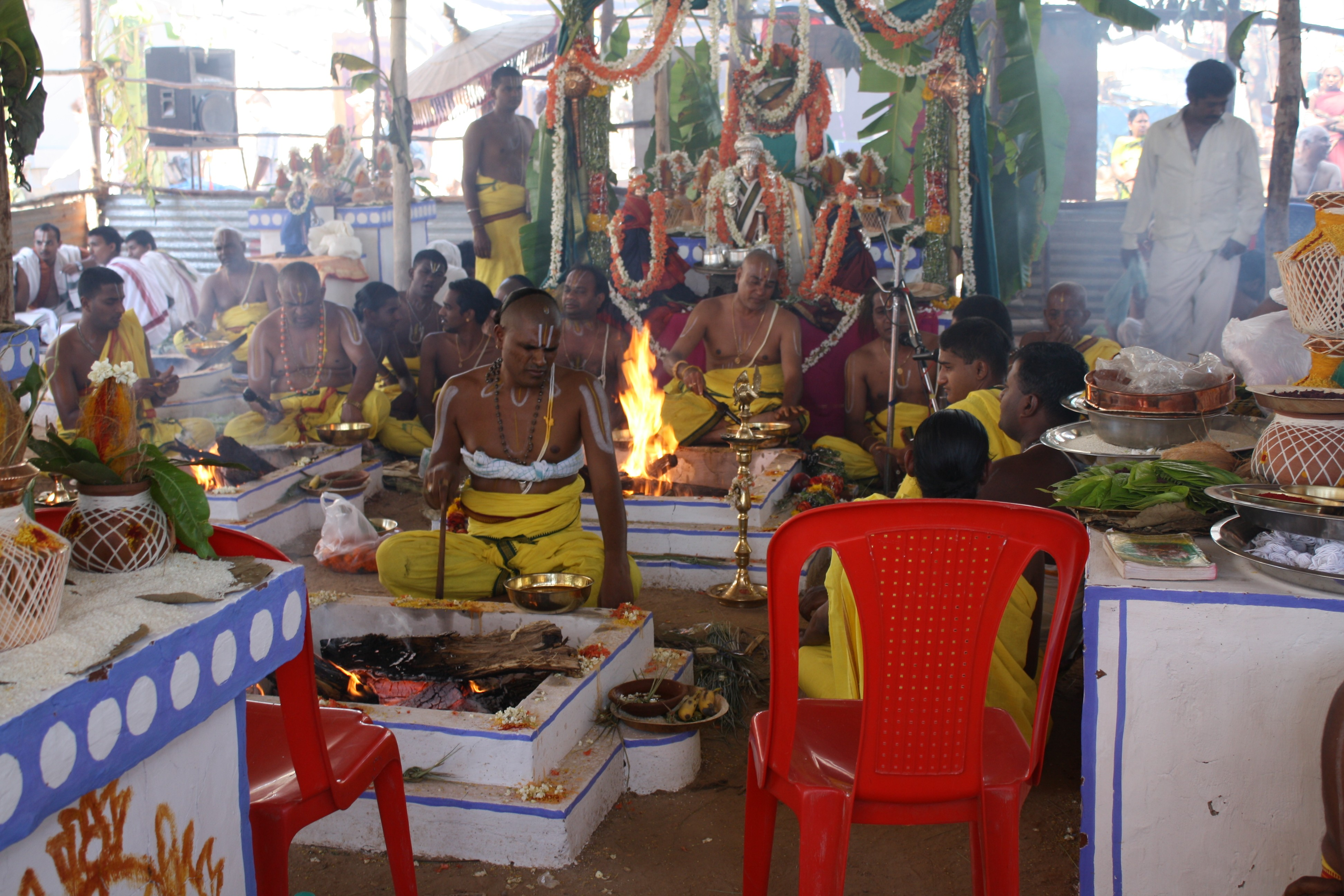
Bramini vaikhānasa durante uno yajña al Tempio di Gunjanarasimhaswamy (complesso del Tirumakudalu Narasipura; Karnataka). I vaikhānasa rappresentano ancora oggi dei "sommi sacerdoti" (arcaka; lett. "adoratori") che gestiscono numerosi templi visnuiti nell'India meridionale. Essi costituiscono una dispersa comunità di casta brāhmaṇa composta da duemilacinquecento famiglie. Rappresentando l'eredità di una scuola di rituale vedico, la Śākhā Taittirīya del Kṛṣṇa Yajurveda, i vaikhānasa svolgono la loro attività cultuale conservando scrupolosamente la tradizione e la propria integrità comunitaria nonostante i rapidi cambiamenti sociali propri dell'India contemporanea. Da notare che già la Manusmṛti (VI, 21: kālapakvaiḥ svayaṃ śīrṇair vaikhānasamate sthitaḥ bhūmau viparivarteta tiṣṭhed vā prapadair dinam) indica una regola vaikhānasa attestata da altre fonti coeve, il che farebbe supporre l'esistenza di una comunità vaikhānasa già esistente prima della nostra era, anche se i sūtra di riferimento di questa comunità sembrerebbero invece non antecedenti al IV secolo d.C.

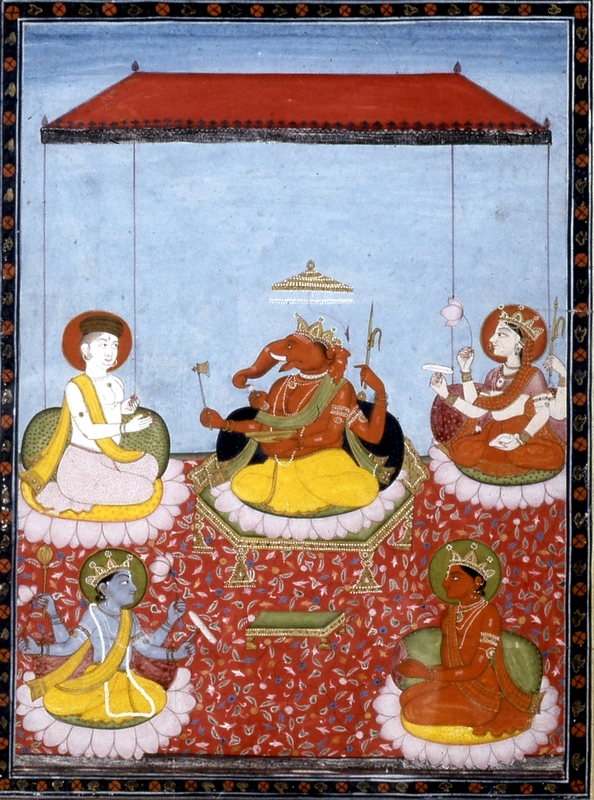
Ganesh

Il visnuismo, o anche vaisnavismo (dall'aggettivo sanscrito vaiṣṇavá, "devoto a Visnù"), è una delle tre principali correnti devozionali (bhakti) dell'induismo moderno, insieme allo scivaismo e allo śaktismo, che riconosce Visnù quale suprema divinità.
I seguaci sono definiti visnuiti o vaiṣṇava.
Si tratta di una tradizione prevalentemente teistica, basata principalmente sulla lettura esegetica dei Veda, delle Upaniṣad (con particolare riguardo a quelle dette visnuite), dei Purāṇa (in particolar modo sui Visnù, Nārada, Bhāgavata, Garuḍa, Padma e Varāha Purāṇa), sugli Itihāsa con particolare attenzione al testo profondamente religioso della Bhagavadgītā .
Visnù è venerato anche sotto la forma dei suoi principali avatara, tra i quali i più popolari sono: Kṛṣṇa e Rāma.
Va tuttavia tenuto presente che vi sono alcune rilevanti e diffuse correnti religiose indù, di origine e natura certamente visnuita, che intendono il dio Kṛṣṇa non come avatara di Visnù, ma come manifestazione plenaria, originale e diretta del Bhagavat, Dio, la Persona suprema, nel qual caso gli indologi intendono identificarli più precisamente come kṛṣṇaiti.

## Origini del visnuismo

### Vāsudeva, Kṛṣṇa, Gopāla, Nārāyaṇa, Visnù, diverse figure divine in un unico Dio
I culti bhakta, tra questi lo stesso visnuismo, non hanno origine nell'India vedica quanto piuttosto nell'India pre-vedica. Gli indologi hanno infatti individuato almeno due aspetti della religiosità pre-vedica che confluirono, nel corso dei secoli, nella religiosità indiana segnata dal Vedismo: le pratiche dello muni-yati, quindi dello yoga, del tapas e dei saṃnyasa, e i culti devozionali (bhakti). Anche se gli Arii conquistatori, seguaci del Vedismo, riuscirono per lungo tempo a cancellare questi culti pre-vedici, con la fine del periodo delle Upaniṣad più antiche, assistiamo a un ritorno di queste pratiche religiose.
Ciononostante Guy Richard Welbon avverte:
(Guy Richard Welbon, in Enciclopedia delle religioni, vol.9. Milano, Jaca Book, 1987, p.474)
Il culto devozionale per il dio Visnù ha origine nell'antico culto di Vāsudeva. Così l'opera di Pāṇini (VI-V sec. a.C.), l'Aṣṭādhyāyī (cfr. IV, 3, 98) chiarisce che il termine vāsudevaka intende indicare quel «bhakta o devoto del supremamente venerabile dio Vāsudeva». Ma questo dio Vāsudeva non compare in alcun testo vedico. Egli è invece l'eroe del clan ario dei Vṛṣṇi. Anche il testo buddhista Niddesa (IV sec. a.C.) cita il culto a questo dio; così anche la Bhagavadgītā (III sec. a.C.) ne proclama la divinità:
(Bhagavadgītā, VII, 19)
Allo stesso modo la  cosiddetta colonna Garuḍa (Garuḍadhvaja, così indicata in quanto il capitello rappresenta un Garuḍa, l'uccello-vāhana, cavalcatura, di Visnù), risalente nel 110 a.C., collocata nei pressi della moderna Besnagar (India centrale) eretta, secondo l'iscrizione, da Eliodoro, il bhāgavata di Takṣaśilā  (Taxila), ambasciatore del re indo-greco Antialcida (in brahmi Amtalikita, in greco: Ἀντιαλκίδας Antialkides,) presso il re Bhāgabhadra, in onore di Vāsudeva, "Dio degli dèi" (Deva-deva).
Accanto al culto di Vāsudeva si pone un culto rivolto ad un altro eroe, Arjuna, ma presto assorbito dal primo, e il culto nei confronti di Saṃkarṣaṇa (Balarāma).
Unitamente a questi culti eroici si pone un ulteriore culto attinente al popolo degli Yādava quello di Kṛṣṇa, e se anche ci sono delle evidenze che Vāsudeva e Kṛṣṇa vadano intesi inizialmente in modo separato presto questi due culti si fusero in un'unica personalità divina. Allo stesso modo per quanto attiene ad un ulteriore Kṛṣṇa, il 'Kṛṣṇa Gopāla' considerato dagli studiosi inizialmente differenziato dal primo.
Così Gavin Flood: 
(Gavin Flood. L'induismo. Torino, Einuaidi, 2006, pag.162)
Secondo la tradizione Kṛṣṇa, pur essendo di lignaggio del clan dei Vṛṣni di Mathura, fu adottato da una famiglia di pastori di etnia Ābhīra che lo crebbe fino alla maturità quando il dio/eroe torna a Mathura per sconfiggere il malvagio Kaṃsa.
John Stratton Hawley spiega questa narrazione con il fatto che gli Ābhīra, una etnia nomade che estendeva il suo raggio di azione dal Punjab fino al Deccan e alla pianura del Gange adoravano un "Kṛṣṇa Gopāla". Quando gli Ābhīra allargarono il loro confini giungendo nei pressi di Mathura (area del Braj) incontrando il clan dei Vṛṣni il loro culto venne ad integrarsi con quello del "Kṛṣṇa Vāsudeva".
Il culto del "Kṛṣṇa-Vāsudeva-Gopāla" incontra quindi quella religione vedica, ormai tramontante, rappresentata dalla casta dei bramini che incrocia questa personalità guerriera e pastorale con il dio vedico Visnù promuovendone il movimento devozionale:
(R. N. Dandekar in Enciclopedia delle religioni, vol.9. Milano, Jaca Book, 1987, p.471)

### I cultibhāgavataepāñcarātra
Se con quella parte del Mahābhārata, che va sotto il nome di Bhagavadgītā (III secolo a.C./I secolo d.C.), il dio Kṛṣṇa-Vāsudeva si presenta come Dio, la Persona suprema, e dove Kṛṣṇa è sinonimo di Visnù in ben tre passaggi (X,21; XI,24; XI,30), dall'altra si assiste nell'inclusione di un'altra figura divina, Nārāyaṇa, collegata al culto di Nara-Nārāyaṇa questo già assorbito nella teologia braminica come Puruṣa-Nārāyaṇa (cfr. Śatapatha Brāhmaṇa, XII, 3, 4; XIII, 6,1).
Secondo R. N. Dandekar il culto di Nara-Nārāyaṇa sembrerebbe infatti originare dal Badari (la catena settentrionale dell'Hindu Kush) indipendentemente dai Veda. Questo processo di inclusione renderebbe Nara come Arjuna e Nārāyaṇa come Kṛṣṇa finendo per collegare le prime due diramazioni del visnuismo: quello dei pāñcarātra, adoratori di Visnù-Nārāyaṇa, e quello dei bhāgavata adoratori di Kṛṣṇa-Vāsudeva. Anche se per Adalbert Gail, tutti i pāñcarātrika furono dei bhāgavata, ma non tutti i bhāgavata furono dei pāñcarātrika.

#### Ibhāgavata vaikhānasa
La più antica attestazione epigrafica del culto dei bhāgavata (bhāgavata in qualità di sostantivo sanscrito indica l'adoratore del Bhagavat, ovvero di quello che, nella sua forma al nominativo di prima persona, è indicato anche come Bhagavān), è proprio la "colonna Garuḍa" datata al 110 a.C. e dedicata dall'ambasciatore indo-greco Eliodoro, nativo di Takṣaśilā, che indica sé stesso come bhāgavata di Vāsudeva (-Kṛṣṇa-Viṣṇu) appellato come "Dio degli dèi" (Deva-deva), quindi come la "Persona suprema". È comunque indicativo che il culto dei bhāgavata fosse persino diffuso tra gli stranieri anche se non sappiamo quanto in realtà possa essere considerato "straniero" Eliodoro.
Di fatto vi è un preciso contatto tra quei bramini detti smārta i quali osservando le regole degli Smārtasūtra ritenevano doveroso attenersi alle regole e ritualità vediche ma al contempo entrare in contatto con questi movimenti emergenti dei bhāgavata. Precisando che:
(G. R. Welbon, p.475)
Come sia avvenuto l'incontro tra gli eredi della cultura vedica, gli smārta, ovvero, ad esempio, i tutt'oggi esistenti vaikhānasa, e i seguaci del movimento bhāgavata è tutt'oggi controverso ma:
(G. R. Welbon, p.475)

#### Gliāḻvār, ibhāgavatadel Tamiḻ Nāḍu
Sempre nell'India meridionale si osserva, in un periodo compreso tra il VI e il IX secolo d.C. alla nascita e alla diffusione di una pratica religiosa e di una letteratura propria dei cosiddetti āḻvār. Gli āḻvār sono quei mistici cantori in lingua tamiḻ che seppur non appellandolo con il termine Bhagavat presentano un particolare, se non unico, afflato mistico verso Dio, qui presentato con il nome di Māl (Māyōṉ), nome che in lingua tamiḻ intende indicare quella divinità che in sanscrito è nominata come Kṛṣṇa/Visnù/Nārāyaṇa ovvero il Kṛṣṇa della Bhagavadgītā e il Visnù/Nārāyaṇa dei primi Purāṇa.
(Jan Gonda, vol.2 p. 171)
(Welbon p.476)

#### Lo Śrī Vaiṣṇava-Sampradāya
Erede diretto della cultura mistica propria degli āḻvār è quel sampradāya visnuita che va sotto il nome di Śrī Vaiṣṇava o Śrī Sampradāya. Come primo ācārya del loro lignaggio, gli Śrī Vaiṣṇava vantano il bramino Nātamuṉi (X secolo), ovvero quel bramino che per mezzo di una meticolosa ricerca, raccolse e pubblicò il Nālāyirativviyappirapantam che contiene per l'appunto gli inni degli āḻvār. Caratteristica di questa scuola è proprio il fatto di considerare questa letteratura religiosa vernacolare alla stregua della letteratura religiosa in lingua sanscrita, così, e ad esempio, il Tiruvāymoḻi di Nammāḻvār è qui considerato alla stregua di un'autorevole Upaniṣad. Il vero e proprio teologo dello Śrī Vaiṣṇava è da considerarsi Rāmānuja (XI secolo), terzo ācārya dopo Nātamuṉi e il nipote di questi, Yāmuna. All'allievo di Rāmānuja, Piḷḷān, si deve il nome degli Śrī Vaiṣṇava. A Rāmānuja è ascrivibile quella teologia del Vedānta detta viśiṣtādvaita ("non dualismo qualificato") quale concepisce il ruolo tra l'Assoluto, Dio, Īśvara e lo atman individuale come identità "qualificata" (viśiṣta): Dio pervade tutto, lo atman è una sua parte inseparabile come qualità che lo riguarda.

### XII secolo
Il filosofo Rāmānuja (1017-1137) venne influenzato dagli Alvar, da Natha Muni e dal suo predecessore alla guida del tempio di Shrirangamper, Yamunacarya. Commentatore della Bhagavad gita come il maestro Adi Shankara, si oppose al suo monismo intransigente per assumere posizioni religiose simili alla bhakti. 

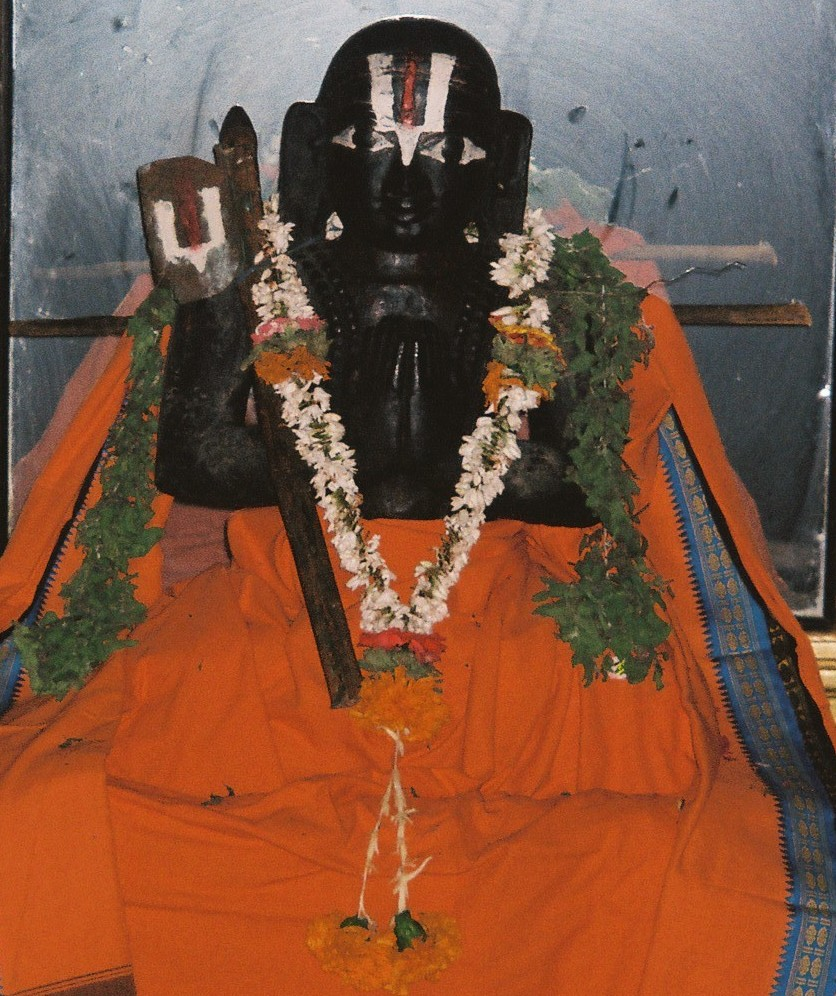
Murti di Ramanuja.

Da un punto di vista teorico, il visnuismo di Ramanuja si contraddistingue per un'impronta monista, chiamata "non-dualismo qualificato" (sanscr. vishisht-advaita vedanta, o Viśiṣṭādvaita). Secondo Ramanuja il bramino è indifferenziato e non è soggetto al divenire: semplicemente, il bramino è. I tre principi eterni riconosciuti da Ramanuja sono "Īśvara" ("Signore"), "jagat" ("mondo inanimato") e "jīva" ("coscienza individuale"). La jiva è eterna e individuale, ha consapevolezza ("cit"), a differenza del creato, che è privo di consapevolezza ("acit"). Entrambi dipendono da Īśvara: anche se il mondo e le anime non hanno realtà al di fuori della divinità suprema, sono tuttavia reali in quanto emanazioni dell'Essere Supremo ed esistenti nell'unità Dio-mondo-anima.
Nato da famiglia braminica Ramanuja indicò come via per raggiungere la liberazione (moksha) la bhakti, precedentemente considerata come una pratica semplice, adatta alle persone più umili. Egli infatti affermò il principio per cui la qualifica di vaiṣṇava fosse superiore a quella di bramino.
I successori di Ramanuja si scissero in due correnti: i Vaḍakalai, nel nord dell'India e i Teṉkalai al sud. Queste correnti si distinguevano principalmente per una differente concezione del rapporto uomo-Dio: secondo i Vadakalai per conseguire la liberazione il devoto deve dare prova di uno sforzo, di una partecipazione attiva simile alla forza con cui un cucciolo di scimmia si tiene attaccato alla madre (markaṭa-nyāya, "analogia della scimmia").
Secondo i Teṉkalai, invece, i devoti devono abbandonarsi passivamente, come i gattini si lasciano trasportare dalla madre.

### XIII secolo
La scuola di Madhva, diffusa nell'India meridionale e centrale, fu fondata dall'asceta itinerante Madhvacarya (1199-1278) nell'India del sud. Ponendosi in netta antitesi con l'Advaita Vedānta (non-dualità dell'universo), ed approfondendo l'opera di Ramanuja, Madhva pone l'accento sull'insegnamento dvaita (dualista).
Secondo il modello di Madhva, esiste una differenza ontologica fra Īśvara, jiva e jagat: soltanto Īśvara, Dio, è indipendente (sva-tantra), mentre la materia e le anime individuali sono dipendenti (para-tantra). La bhakti è, anche per Madhva, la via maestra verso la liberazione: tutto deve essere messo al servizio di Īśvara.

### XIV secolo
Nimbārka nel XIV secolo fonda nella regione di Mathura un movimento a carattere mistico, ancora oggi diffuso nel centro-nord dell'India (Rajasthan e Bengala in particolare) incentrato intorno al culto di Krishna e Radha: fu il primo a identificare il bramino con la coppia Radha-Krishna. Alla base della sua dottrina si trova il concetto di differenza (bhedabheda), una sorta di monismo relativo. Secondo Nimbarka, la divinità è inaccessibile e incomprensibile, ma le sue manifestazioni sono comprensibili.
Il sé (ātman) e la divinità (bramini) sono in rapporto di dipendenza, e non di identità: hanno una relazione di reciprocità come quella delle onde e del mare, o del sole e dei suoi raggi. La liberazione si ottiene attraverso un dono assoluto di sé a Radha e Krishna.

### XV secolo

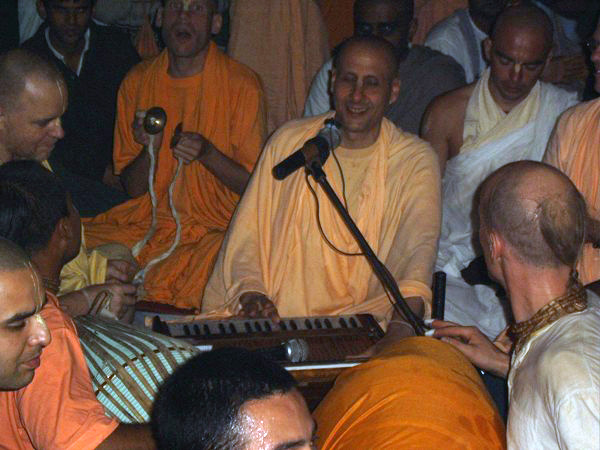
Moderni vaiṣṇava.

Il movimento di Nimbarka trovò il suo prolungamento ideale della dottrina di Vallabha (1479- 1531), teorico di un monismo assoluto. Ancora oggi questa corrente conta numerosi adepti, soprattutto nell'India del nord, intorno a Varanasi, città di origine di Vallabha. Secondo quest'ultimo, Krishna, identico in tutto al bramino, ha un corpo costituito dall'Essere, è dotato di intelligenza suprema e risiede con Radha in una sorta di paradiso chiamato "goloka", il "mondo delle mucche", dove non esistono che gioia e piaceri. Vallabha è l'autore di un commentario al Bhagavata Purana, nel quale celebra l'amore di Krishna per Radha.
Un'altra corrente del visnuismo, fondata, nel XV secolo, da Rāmānanda, originario di Varanasi è costituita dai fedeli di Rama, l'avatara eroe del Rāmāyaṇa. Secondo Ramanada è attraverso la bhakti che occorre ricercare l'unione con la divinità suprema Visnù, attraverso la sua manifestazione nella forma di Rama.
Ramananda si mostrò favorevole ad un superamento del sistema delle caste, accettando tra i devoti membri di tutte le caste, e persino stranieri e musulmani.

### XVI secolo
Il fondatore di una delle principali scuole vaiṣṇava fu il bramino Caitanya Mahaprabhu (1485-1534), nato in Bengala e considerato egli stesso come un'avatara di Krishna. Caitanya rifiutò il sistema delle caste e l'adorazione dei testi sacri, accettando discepoli musulmani, ed elaborò una dottrina centrata sulla devozione incentrata su un bruciante amore ("prema") per Krishna. Quest'amore si esprime attraverso il canto e la danza collettiva ("sankirtana"). Il movimento di Caitanya ha fortemente influenzato la poesia e la musica del Bengala. Il movimento Hare Krishna ne è un prodotto.